# Zio Paperone e la dollarallergia
Zio Paperone e la dollarallergia, nota anche come Zio Paperone - Avventura nella valle di Tralla-la, è una storia a fumetti del 1954 realizzata da Carl Barks con personaggi della Disney.

## Storia editoriale
Venne pubblicata negli USA sul n. 6 del comic book Uncle Scrooge, datato giugno 1954. In Italia è stata pubblicata per la prima volta nella collana Albo d'oro, sul n. 30 del 25 luglio 1954. Quando venne ripubblicata sul n. 3 del mensile Zio Paperone, le venne assegnato un nuovo titolo, Zio Paperone - Avventura nella valle di Tralla-la.

## Trama
A causa di un forte stress (che gli causa l'allergia al denaro), Paperone decide di abbandonare temporaneamente gli affari e di recarsi sull'Himalaya alla ricerca di una mitica città perduta, Tralla-la, dove non esiste il denaro. Accompagnato dai nipoti Paperino e Qui, Quo, Qua, pagati come al solito 30 centesimi all'ora, Paperone riesce a trovarla e vive qui per un po' di tempo felicemente insieme agli abitanti del luogo.
Poi però i tappi di una medicina che Paperone doveva prendere a causa della sua dollarallergia vengono utilizzati come monete dalla popolazione di Tralla-La. Per colpa di Paperone inizia a circolare anche a Tralla-la il denaro con le sue tragiche conseguenze (per esempio l'avarizia).
Alla fine della storia Paperone, ormai guarito e osteggiato dalla popolazione di Tralla-la (arrabbiata con lui per l'introduzione involontaria del denaro anche là), se ne ritorna a casa.

## Sequel
Don Rosa, sceneggiatore e disegnatore di fumetti Disney e grande ammiratore delle storie di Carl Barks, ha realizzato nel 1991 un seguito della storia, Zio Paperone e il ritorno a Xanadu, in cui Paperone ritorna a Tralla-la, scoprendo che Xanadu (un'altra città leggendaria) è proprio Tralla-la.